# Бестужево (Ульяновська область)
Бестужево (рос. Бестужево) — селище в Новоспаському районі Ульяновської області Російської Федерації.
Населення становить 84 особи. Входить до складу муніципального утворення Красносельське сільське поселення.

## Історія
Від 2004 року входить до складу муніципального утворення Красносельське сільське поселення.

## Населення
| 2010 |
| ---- |
| 84   |